# 한양대학교 제36대 체인지 포유 총학생회 학생회비 배임 및 횡령사건

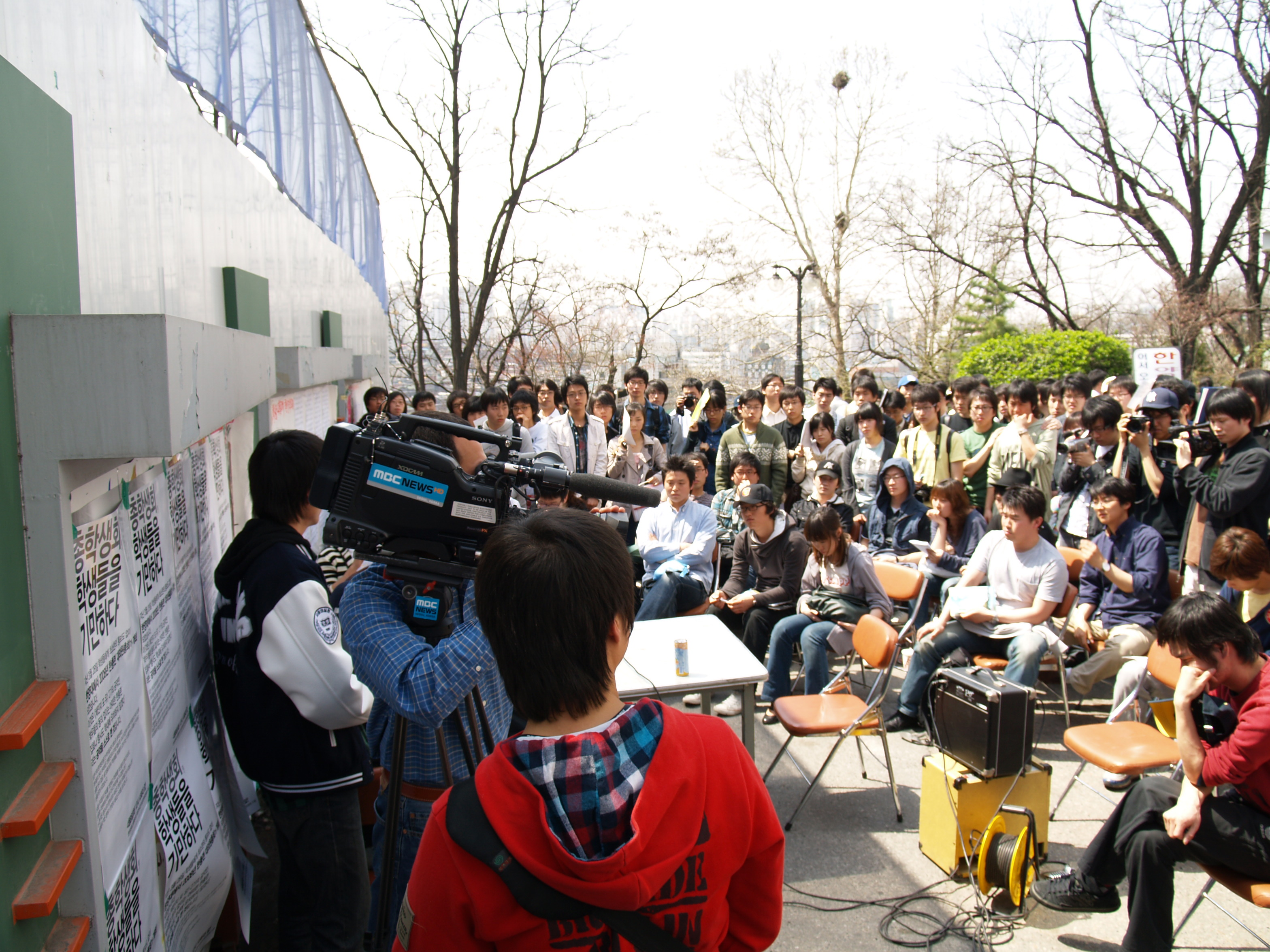
총학생회 공약 위반에 대한 공청회 당시 사진
(사회과학대학 앞)

한양대학교 제36대 체인지 포유 총학생회 학생회비 배임 및 횡령사건은 2008년 당시 한양대학교 총학생회 업무를 수행하던 체인지 포유(Change4U)에서 회계관리 부실이 원인이 되어 총 사퇴한 사건이다. 공중파 9시 뉴스 및 5대 일간지중 대부분이 이를 기사화하였으며, 교내 언론에서도 크게 다루었다. 이 사건의 특징은 당시 민주노동당 및 한총련 계열 총학생회의 정치적인 대립세력이 아닌 어느 정치 조직에도 소속되지 않은 한양대학교 학생들이 자발적으로 일어나 조직을 결성하여 문제를 해결하였다는 것이다.

## 관련 조직/단체

### 체인지 포유
체인지 포유는 한양대학교의 한총련계열 선거본부 및 총학생회다. 주요 구성원이나 인맥은 운동권으로 표방되는 한총련, 민주노동당등과 밀접하나 기존의 한양대학교 운동권과는 달리 과격한 정치행동을 삼갔으며, 학생복지와 관련한 공약도 내세웠다.

### 비상대책위원회
2008년 체인지 포유 총학생회의 공약불이행을 계기로 한양대학교 서울 자유게시판에서 경제금융대학 박종경 학생 및 4학년이 추축이 되어 결성한 단체. 총학생회 운영 전반에 대한 문제점을 주도적으로 제기하였다. 이후 정상화운영위원회 출범에 따라 해체하였다.

### 정상화운영위원회
2008년 총학생회의 총 사퇴로 인한 업무 공백을 매꾸기 위해 출범한 단체. 총학생회 업무대행 외에도 별도의 회계감사팀을 구성하여 운영하였다.

## 사건 경과

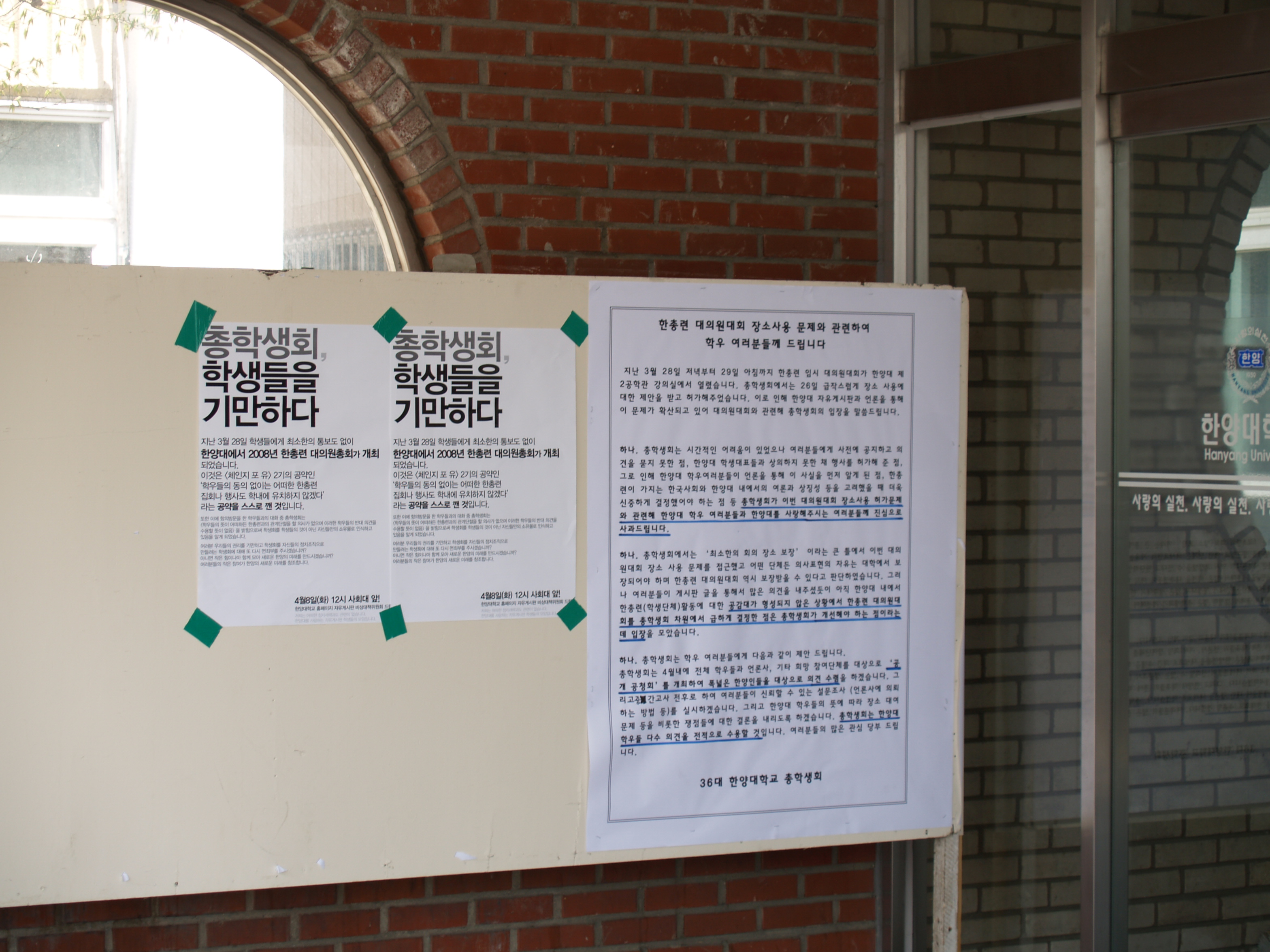
총학생회 공약 위반에 대한 항의 대자보와 총학생회의 답변 대자보

이 자료에 있는 일부 출처들은 과거자료로 이관되어 웹으로 공개되어있지 않습니다. 한양대학교 정보통신처를 통해 과거자료 열람을 요청하셔야 합니다

### 체인지 포유 계열 총학생회 출범
2007년 체인지 포유 선본이 '한총련 관련 활동을 하지 않겠다'는 공약 아래
 
한양대학교 35대 총학생회로 당선되었다. 이 과정에서 부정선거 의혹
 
이 제기 되었으나 지속적으로 이슈화 되지는 않았다. 이후 2008년 선거에서도 단선으로 출마하여 당선 되었으며 제36대 총학생회 업무를 보고 있었다.

### 발단 및 1차 항의방문
2008년 3월 한총련 의장선거가 한양대학교에서 개최되었다.
 
당시 학생들은 한총련 관련 활동은 공약 과 위배되는 사항이라며 항의하였으며, 5명의 학생이 비상대책위원회(이하 비대위)의 모체를 결성하여 총학생회로 항의방문을 가게 되었다.

당시 항의방문을 한 학생들은 차후에 동의없이 무단대여를 하지 않을것을 요구하였으며, 총학생회는 무단대여에 대해서는 사과하였으나 차후의 대여에 대해서는 즉답을 주지 않았다.

### 사건의 진행 및 공청회
이후 경제금융대학 박종경 학생을 주축으로 한 비대위 체제가 구성되었으며, 비대위와 총학생회 사이에서는 대화가 이루어졌지만, 한총련과 관련한 연대활동 및 장소대여에 대해서는 합의점을 찾지 못하였으며 공청회를 제안
 
하고 성사하기에 이르렀다.
공청회와 같이 진행된 서명운동에는 3시간동안 704명이 서명하는 등 높은 관심을 보였으며 각종 언론에 보도
 
되기도 하였다. 이 과정에서 총학생회는 무단대여에 대해 사과하였지만, 공약이행에 대해서는 이견이 있었다.

### 자료열람 및 추가의혹 제기
한양대학교 학칙에 근거하여 비대위는 총학생회와 관련된 자료를 열람할 수 있었으며, 이후 추가적으로 발견된 의혹들을 제기 하였다. 한편 총학생회는 외부단체 장소대여 절차와 관련한 시스템을 정착시키겠다는 안을 제시했으며
임시확대운영위원회를 소집하기도 하였다.
이후 비대위는 발견된 의혹들에 대해 질의서를 작성 하였으며, 2차 서명운동과 청문회를 제안하였다. 청문회는 한양대학보와 교육방송국 주관으로 이루어졌으며, 최초 제안장소인 한양대학교 한마당에서는 총학생회의 불참으로 성사되지 못하였다.

### 2차 항의방문 및 회계비리의혹
청문회가 무산된 직후 청문회를 보러 온 한양대학교 학생들과 함께 총학생회실로 항의방문을 갔으며, 이때 공인회계사 자격을 보유한 정보기술경영학과 황인용의 회계관련 문제제기가 있었다. 이후 총학생회는 자체감사를 통해 학생인권복지위원회의 1400만원의 배임 및 횡령을 발견하여 학생인권복지위원회의 회계는 독립회계로 총학생회의 회계와 분리되어 관리되어 왔으며, 총학생회의 경우 통장사본 공개 등 회계의 투명성을 강조했었다.
 
, 2008년 5월 21일 총 사퇴
 
를 하기에 이르렀다. 이후 사건의 중심에 있던 문진호는 2009년까지 횡령에 해당하는 금액인 700여만원을 모두 반납했다.

### 정상화운영위원회 출범 및 사건정리
이후 총학생회 업무 공백을 방지하기 위해 정보통신대학 학생회장 김준호를 중심으로 한 정상화운영위원회(이하 정운위)가 출범하였으며, 이에 따라 비대위는 해체하게 되었다. 이후 정운위는 업무대행 외에도 지난 총학에 대한 회계감사를 하였지만, 자세한 자료는 현재 학교측으로 이관되었으며 현재는 열람이 불가능하다. 이후 '한양을 말하다, SAY' 선거운동본부가 37대 총학생회에 당선됨에 따라 정운위도 해체하였다.

### 남은 의혹
사건 당시 체인지 포유가 내걸었던 후속조치는 총학생회 퇴진과, 횡령사건의 핵심인물인 문진호 의 자퇴였다.
체인지 포유의 총학생회 퇴진은 2008년 5월 기자회견 발표와 동시에 이루어졌지만, 문진호의 자퇴와 관련한 자료가 남아있지 않다. 또한
당시 비대위의 대표였던 박종경은 학교측에서 자세한 자료를 공개하지 않았으며, 의도적으로 사건의 규모를 축소했다고 주장했다.

## 같이 보기
- 한양대학교
- 한양대학교 총학생회